# Bill Travers
William Inglis Lindon Travers MBE (3 de gener de 1922 - 29 de març de 1994), conegut professionalment com Bill Travers, va ser un actor, guionista, director i activista britànic pels drets dels animals. Abans de la seva carrera en el món de l'espectacle, va servir a l'exèrcit britànic amb Gurkhes i unitats de les forces especials.

## Joventut
William Inglis Lindon Travers va néixer a Newcastle upon Tyne, Anglaterra, fill de Florence (nascuda Wheatley) i de William Halton Lindon Travers, director de teatre. La seva germana Linden (1913-2001) i la seva filla Susan també van esdevenir actrius.

## Servei militar

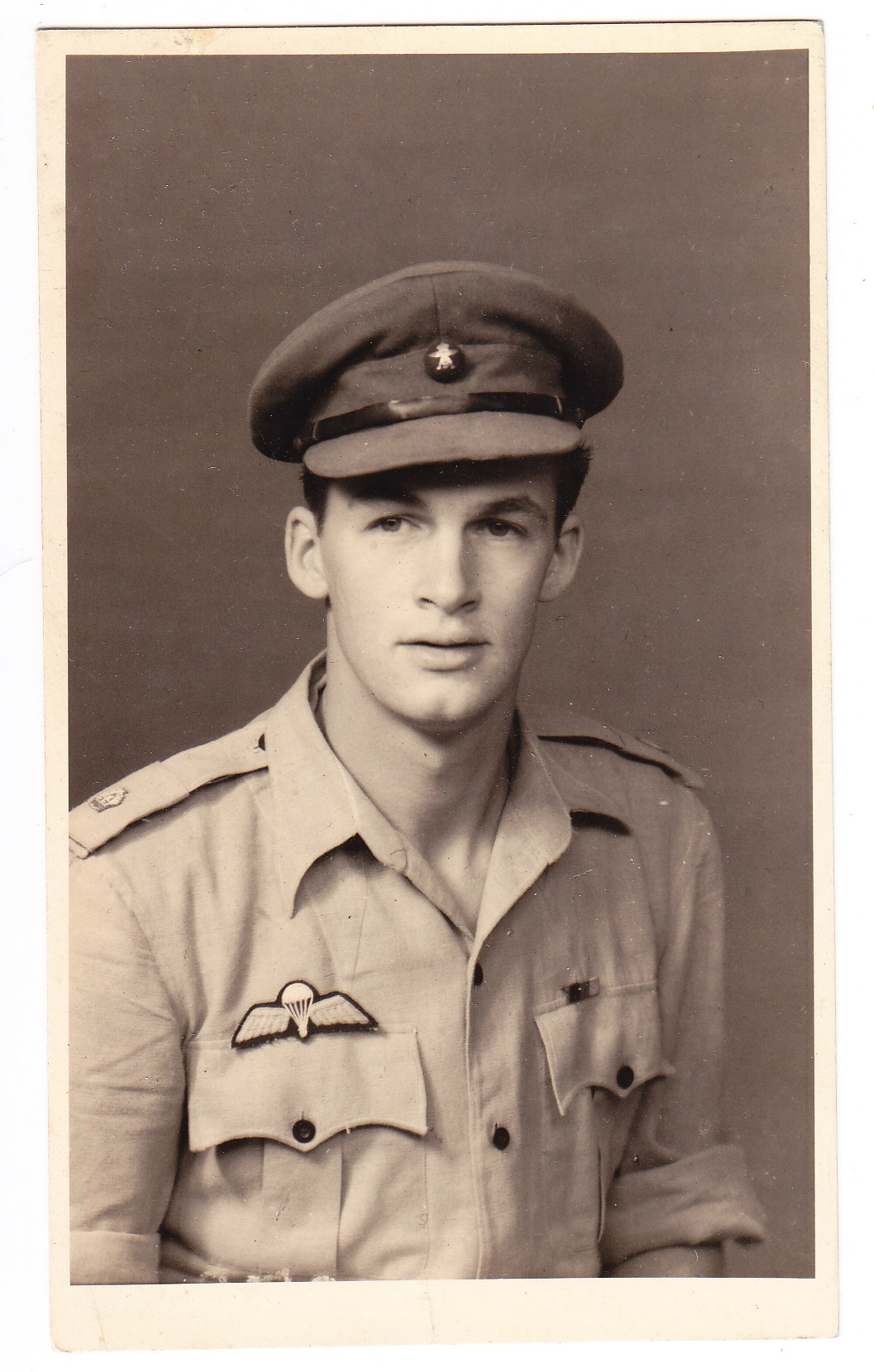
Major Bill Travers MBE

Travers s'allistà com a soldat a l'exèrcit britànic a l'edat de 18 anys, pocs mesos després de l'esclat de la Segona Guerra Mundial. Va ser enviat a l'Índia (llavors una possessió britànica: Raj britànic). Travers va ser comissionat com a segon tinent al British Indian Army el 9 de juliol de 1942 (del rang privat).
Va servir a la 4t Batalló de la Brigada de Penetració de Llarga Distància del 9è Rifles Gorkha a Birmània, adscrit al personal d'Ordre Wingate. Allí va conèixer a John Masters, que era el seu major de brigada -Travers actuaria més tard a Bhowani Junction, un conte escrit per Masters. Mentre estava darrere de les línies enemigues, el major Travers va patir de malària i es va oferir voluntari per quedar-se enrere en un poble nadiu birmà. Per evitar la captura, es va disfressar de nacionalitat xinesa i va recórrer centenars de quilòmetres pel territori de la selva fins a arribar a una posició aliada.
El 1945, Travers va ser ascendit al grau de major, i es va unir a l'executiu d'operacions especials de la Força 136 com a paracaigudista a Malaisia Britànica. Travers va ser responsable de l'ensinistrament i de les decisions tàctiques amb el principal moviment de resistència, l'Exèrcit antijaponès del poble malai (MPAJA), dirigit per les forces comunistes.
Com a agent aliat, Travers va ser un dels primers a entrar a la ciutat japonesa d'Hiroshima després de la caiguda de la bomba atòmica, coneguda també com a Litte Boy. Va escriure sobre la seva experiència al seu diari, registrant un profund horror per la destrucció i la pèrdua de vides. El major Travers va deixar les forces armades el 1947.
El 7 de novembre de 1946, Travers va ser nomenat membre de l'Ordre de l'Imperi Britànic (MBE) "en reconeixement del servei galant i distingit mentre feia operacions especials al sud-est asiàtic".

## Carrera com actor

### Treball inicial
En sortir de l'exèrcit e 1947, Travers va decidir convertir-se en actor. Va començar a treballar en escena el 1949 apareixent a The Damask Cheek de John Van Druten, i un any després va debutar al cinema a Conspirator (1949). Va tenir alguns papers sense crèdits a Trio (1950) i The Wooden horse (1950). Travers va tenir un paper principal important a La versió Browning (1951) i va comptar amb un paper protagonista a la televisió a "Albert" (posteriorment filmat com Albert RN) per a la BBC Sunday-Night Theatre (1951).

### Actor secundari
Travers ve tenir papers menors en Hindle Wakes (1952), The Planter's Wife (1952), The Story of Robin Hood and His Merrie Men (1952), It Started in Paradise (1952), Mantrap (1953), Street of Shadows (1953) i The Square Ring (1953). Va actuar a "The Heel" a Douglas Fairbanks Presents.
Continua sent un actor secundari a Counterspy (1953) i va tenir una paper destacat a Romeo i Julieta (1954) com a Benvolio. La seva millor oportunitat fins al moment la va trobar a Passos en la boira (1955), protagonitzada per Stewart Granger i Jean Simmons.

### Geordiei MGM
La progressió de Travers va arribar quan va ser escollit en el paper principal de Geordie (1955), dirigit per Frank Launder. La seva interpretació el va fer molt popular a Gran Bretanya i els Estats Units i va ser contractat per la Metro-Goldwyn-Mayer, que pensava que seria una gran estrella, i el va portar a Hollywood.
MGM el va escollir en la pel·lícula èpica Destins encreuats (1956), amb Granger i Ava Gardner. Va continuar amb un paper com a protagonista romàntic en un remake de The Barretts of Wimpole Street (1957), al costat de Jennifer Jones. Powell i Pressburger volien que actués al capdavant de Ill Met By Moonlight però finalment el paper va ser per a Dirk Bogarde. Travers va tornar breument a Gran Bretanya per fer una comèdia, The Smallest Show on Earth (1957), amb la seva segona esposa Virginia McKenna, amb qui s'havia casat el 1957.
De tornada a Hollywood, va actuar en un personatge de factura amorosa amb Eleanor Parker a The Seven Sin (1957), un remake d'una pel·lícula de Greta Garbo. MGM el va provar com a protagonista en Ben-Hur (1959) i va escriure una pel·lícula de capa i espasa com a protagonista a The Falcon. Tanmateix, les seves pel·lícules de MGM no van ser exitoses en taquilla: Barretts i Seventh Sign van ser grans fracassos, i l'entusiasme per Travers a Hollywood es va refredar.
Travers va acabar la seva etapa principal als Estats Units amb "A Cook for Mr. General" per a Kraft Theatre (1958) a la televisió. Després va tornar a Gran Bretanya.

### Retorn a Gran Bretanya
Travers i McKenna van protagonitzar un melodrama per a la Rank Organisation, Passionate Summer (1958). Va intentar promoure una pel·lícula de guerra ambientada a Groenlàndia, The Sledge Patrol, però el projecte no es va portar a terme. Ell i Launder van intentar repetir l'èxit de Geordie amb The Bridal Path (1960), però la pel·lícula no tindria un èxit de públic.
Travers actuaria a "Born a Giant" per Our American Heritage (1960) a la televisió, i després va tornar a Gran Bretanya on va fer una pel·lícula de monstres britànica, Gorgo (1961). Travers i McKenna van reproduir un thriller, Two Living, One Dead (1961). Després va protagonitzar un drama de carreres per a MGM, The Green Helmet (1961), i una comèdia amb Spike Milligan, Invasion Quartet (1961).
Va estar en una producció de Broadway amb ’ A Cook for Mr General (1961). Travers va protagonitzar una adaptació televisiva de Lorna Doone (1963). Tornaria a Hollywood per fer alguns episodis de The Everglades, Rawhide ("Incident at Two Graves") i Espionage ("A Camel to Ride"). A Broadway, va interpretar el paper principal a Abraham Cochrane, que va tenir una curta trajectòria.

### Nascuda lliure
El paper cinematogràfic més famós de Travers va arribar quan va interpretar al guardaboscos George Adamson a l'èxit de la pel·lícula de 1966 Nascuda lliure, sobre la qual els dos van coescriure el llibre On Playing with Lions. La va coprotagonitzar amb la seva esposa McKenna i com a resultat van experimentar directament sobre els nombrosos abusos que es proferien amb els animals salvatges en captivitat que havien estat capturats a l'’Àfrica i altres entorns naturals de tot el món.
Travers va rebre una oferta per fer un paper de suport a Duel at Diablo (1967); durant el rodatge es va trencar una cama i es va dislocar una espatlla. Va interpretar el paper principal en una versió televisiva britànica de The Admirable Crichton (1968), al costat de la seva dona, i va tenir un petit paper en l'adaptació de Peter Hall a A Midsummer Night's Dream (1968).

### Documentals
Es va associar amb James Hill, el director de Nascuda lliure, per fer el documental, The Lions Are Free (1969), que ambdós van dirigir.
Travers i McKenna van fer una altra "pel·lícula sobre animals", Ring of Bright Water (1969), per a la qual també en va escriure el guió. El van seguir amb An Elephant Called Slowly (1970), que Travers va ajudar a escriure i produir amb James Hill, que la va dirigir. El 1969 va interpretar a Captain Hook en una producció escènica de Peter Pan.
Va treballar en solitari com a actor a El bulevard del rom (1971) amb Brigitte Bardot i Lino Ventura. Va dirigir i va aparèixer en un documental, The Lion at World's End (1971), sobre Christian the lion.
Es va reunir amb James Hill a The Belstone Fox (1973) i va coescriure un documental, "The Wild Dogs of Africa", per a The World About Us (1973). Posteriorment va produir "The Baboons of Gombe" (1975) per al mateix programa.
Ell i Hill van escriure i produir The Queen's Garden (1977) junts, i Travers va ajudar a produir Bloody Ivory (1980).

### Els darrers anys
Travers va aparèixer a "Tramps and Poachers", un episodi de To the Manor Born (1980). A The First Olympics: Athens 1896 (1984), ell i McKenna van interpretar als pares d'Edwin Flack.
La importància dels drets dels animals va fer que Travers i la seva dona participessin en la "Zoo Check Campaign" el 1984, que va evolucionar fins a establir la Born Free Foundation el 1991.
Una de les seves darreres aparicions va ser "Highland Fling" a Lovejoy (1992).
Travers va passar els seus últims tres anys viatjant pels zoològics suburbans d'Europa i va promoure un documental televisiu que va fer exposar el terrible patiment de milers d'animals. Va morir de trombosi coronària mentre dormia a casa seva al poble de South Holmwood, prop de Dorking, Surrey, als 72 anys. La seva dona i els seus cinc fills van sobreviure. La seva vídua, Virginia McKenna, continua treballant per pal·liar el patiment animal, igual que el seu fill, Will Travers, que és president de la Born Free Foundation.

## Filmografia completa
- Conspirator (1949) - Mnor Role (undetermined, uncredited role)
- Trio (1950) - Fellowes (segment "Mr. Know-All")
- The Wooden Horse (1950) - Prisoner (uncredited)
- The Browning Version (1951) - Fletcher
- The Story of Robin Hood and His Merrie Men (1952) - Posse Man
- The Planter's Wife (1952) - Planter (uncredited)
- It Started in Paradise (1952) - 2nd Photographer (uncredited)
- Hindle Wakes (1952) - Bob
- Mantrap (1953) - Victor Tasman
- Street of Shadows (1953) - Nigel Langley
- The Genie (1953) - Morgan (segment "The Heel")
- The Square Ring (1953) - Rowdie Rawlings
- Counterspy (1953) - Rex
- Romeo and Juliet (1954) - Benvolio
- Footsteps in the Fog (1955) - David Macdonald
- Geordie (1955) - Geordie MacTaggart
- Bhowani Junction (1956) - Patrick Taylor
- The Barretts of Wimpole Street (1957) - Robert Browning
- The Smallest Show on Earth (1957) - Matt Spenser
- The Seventh Sin (1957) - Walter Carwin
- Passionate Summer, aka Storm Over Jamaica (1958) - Douglas Lockwood
- The Bridal Path (1959) - Ewan McEwan
- Gorgo (1961) - Joe
- Two Living, One Dead (1961) - Andersson
- The Green Helmet (1961) - Greg Rafferty
- The Invasion Quartet (1961) - Freddie Oppenheimer
- Born Free (1966, as wildlife expert George Adamson) - George Adamson
- Duel at Diablo (1966) - Lt. Scotty McAllister
- The Admirable Crichton (1967, TV Movie) - Crichton
- A Midsummer Night's Dream (1968) - Snout
- The Lions are Free (1969, Documentary) - Ell mateix en la seqüela de la vida real de  Born Free . <! - Amb l'ajut del conservacionista George Adamson, va a una zona remota de Kenya, Àfrica, per trobar els lleons que van aparèixer a la pel·lícula. Aquesta és una pel·lícula amb algunes escenes de Adam Adam i Bill interactuant amb lleons que viuen lliures. James Hill, que va dirigir Born Free, va produir aquesta pel·lícula juntament amb Bill Travers. Al novembre del 2006, aquesta pel·lícula i la pel·lícula "The Lion at World's End" es van estrenar en DVD.![45]-->
- Ring of Bright Water (1969) - Graham Merrill
- An Elephant Called Slowly (1970) - Bill
- The Lion at World's End (1971, Documentary) - Himself
- Rum Runners (1971) - Sanderson
- The Belstone Fox (1973) - Tod
- How to Handle a Wine (1984, Documentary) - Himself / Dinner Guest

## Crèdits parcials de televisió
- Els Everglades com a Rand a "L'Ostatge", sèrie de televisió sindicada dels Estats Units (1962)
- Lorna Doone, com a John Ridd, 11 episodis (sèries de 1963)
- Rawhide com Jeremiah O'Neal a "Incident at Two Graves" (1963)
- To the Manor Born, com Arthur Smith (Tramp) a Tramps and Poachers, sèrie 2 número 4 de finals dels anys setanta
- Lovejoy, BBC, dos episodis 1992 (aparició final)